# Risipeni
Risipeni är en ort i distriktet Fălești i Moldavien. Orten består av två delar, byarna Risipeni och Bocșa. 2014 hade orten 1 913 invånare. Moldaviens president Maia Sandu (2020–)[Uppdatering behövs] föddes i Risipeni och studerade på byns lokala skola.